# Gabinet Andrew Jacksona
Gabinet Andrew Jacksona – został powołany i zaprzysiężony w 1829.

## Skład
| Departament/Funkcja | Zdjęcie | Imię i nazwisko         | Kadencja   |
| ------------------- | ------- | ----------------------- | ---------- |
| Prezydent           |         | Andrew Jackson          | 1829–1837  |
| Wiceprezydent       |         | John C. Calhoun         | 1829-1832  |
|                     |         | Martin Van Buren        | 1833-1837  |
| Sekretarz stanu     |         | Martin Van Buren        | 1829-1831  |
|                     |         | Edward Livingston       | 1831–1833  |
|                     |         | Louis McLane            | 1833–1834  |
|                     |         | John Forsyth            | 1834–1837  |
| Wojna               |         | John H. Eaton           | 1829–1831  |
|                     |         | Lewis Cass              | 1831 -1836 |
| Skarb               |         | Samuel D. Ingham        | 1829-1831  |
|                     |         | Louis McLane            | 1831–1833  |
|                     |         | William J. Duane        | 1833       |
|                     |         | Roger B. Taney          | 1833–1834  |
|                     |         | Levi Woodbury           | 1834-1837  |
| Sprawiedliwość      |         | John Macpherson Berrien | 1829-1831  |
|                     |         | Roger B. Taney          | 1831–1833  |
|                     |         | Benjamin F. Butler      | 1833-1837  |
| Poczta              |         | William T. Barry        | 1829–1835  |
|                     |         | Amos Kendall            | 1835-1837  |
| Marynarka wojenna   |         | John Branch             | 1829-1831  |
|                     |         | Levi Woodbury           | 1831-1834  |
|                     |         | Mahlon Dickerson        | 1834-1837  |